# Stieg Larsson
Stieg Larsson (Umeå, 1954. augusztus 15. – Stockholm, 2004. november 9.) svéd író, újságíró, az Expo folyóirat szerkesztője.
Művei sikerét nem érte meg: első regénye, A tetovált lány (Män som hatar kvinnor) címmel 2005-ben, kilenc hónappal halála után jelent meg, és azonnal sikert aratott. Folytatása, A lány, aki a tűzzel játszik (Flickan som lekte med elden) 2006-ban szintén rendkívül népszerűnek bizonyult. Regényeit nyolc nyelvre fordították le. 2007-ben jelent meg harmadik és egyben utolsó befejezett regénye, A kártyavár összedől (Luftslottet som sprängdes). Larsson eredetileg tíz kötetet tervezett főszereplői, Mikael Blomkvist és Lisbeth Salander szereplésével. A három megjelent kötetet Millennium-trilógia összefoglaló néven említik.
Könyveinek összesített eladása alapján 2008-ban a világ második legnépszerűbb szerzője volt, 2009-ben pedig hét könyvkereskedői magazin összesítése szerint az első Európában.
Ő volt az első író, akinek e-könyv formátumú könyveiből több mint egymillió példányt adott el az Amazon Kindle-boltja.

## Regényei
- A tetovált lány (2005)
- A lány, aki a tűzzel játszik (2006)
- A kártyavár összedől (2007)

## Magyarul
- A tetovált lány. Millennium trilógia I.; ford. Péteri Vanda; Animus, Bp., 2009
- A lány, aki a tűzzel játszik. Millennium trilógia II.; ford. Torma Péter; Animus, Bp., 2009
- A kártyavár összedől. Millennium trilógia III.; ford. Torma Péter; Animus, Bp., 2009

## Filmadaptációk
- A tetovált lány (2009)[4]
- A lány, aki a tűzzel játszik (2009)
- A kártyavár összedől (2009)
- A tetovált lány (2011)[5]
- Ami nem öl meg (2018)